# Alan Júnior
Alan Júnior Martins de Oliveira (sinh ngày 10 tháng 4 năm 1993), hay đơn giản Alan Júnior, là một cầu thủ bóng đá người Brasil thi đấu cho Benfica B ở Bồ Đào Nha, ở vị trí tiền đạo.

## Sự nghiệp câu lạc bộ
Ngày 3 tháng 2 năm 2013, Alan Júnior có màn ra mắt cho Braga B trong trận đấu tại Giải bóng đá hạng nhất quốc gia Bồ Đào Nha 2012–13 trước Tondela.
Vào ngày 6 tháng 6 năm 2017, Alan Júnior ký bản hợp đồng 5 năm với đội vô địch Bồ Đào Nha Benfica, nằm trong biên chế của đội dự bị.